# The Living End
The Living End es un grupo de punkabilly originado en Melbourne, estado de Victoria, Australia. Hasta la fecha, han lanzado cuatro discos de estudio y un recopilatorio de sencillos en Australia; dos de los cuales han sido número 1 en el chart australiano. El grupo fue formado en 1994 por Scott Owen y Chris Cheney y hasta la fecha siguen tocando.

## Miembros
Actuales
- Chris Cheney - Guitarrista, Vocalista
- Scott Owen - Contrabajo, Vocalista
- Andy Strachan- Baterista, Vocalista

Ex integrantes
- Travis Demsey - Baterista
- Joey Piripitzi - Baterista

## Discografía
- The Living End (Album) (1998)
- Roll On (2000)
- MODERN ARTillery (2003)
- State of Emergency (2006)
- White Noise (2008)
- The Ending is Just the Beginning Repeating (2011)
- Shift (2016)
- Wunderbar (2019)

## Videografía
- "Prisoner Of Society" 1997
- "Second Solution" 1997
- "Save The Day" 1998
- "Prisoner of Society" 1998
- "All Torn Down" 1998
- "West End Riot" 1998
- "Pictures In The Mirror" 2000
- "Roll On" 2000 (2 versiones)
- "Dirty Man" 2001
- "One Said To The Other" 2002
- "Who's Gonna Save Us?" 2003 (2 versiones)
- "Tabloid Magazine" 2004
- "I Can't Give You What I Haven't Got" 2004
- "What's On Your Radio" 2005
- "Wake Up" 2006
- "Long Live The Weekend" 2006
- "Nothing Lasts Forever" 2006
- "White Noise" 2008